# 経ヶ丸グリーンパーク
経ヶ丸グリーンパーク（きょうがまるグリーンパーク）は、岡山県井原市にある公園である。経ヶ丸山の山頂一帯に位置する。

## 概要
経ヶ丸山の山頂周辺における自然公園と、野外活動施設やレジャー施設などを備えた開発型の公園からなる複合公園で、公園領域は、井原市の井原町・笹賀町・高屋町にまたがる。
公園全体が一体的に整備されたわけではなく、個々の事業により各施設などが整備されており、設置者も一定ではない。例えば、経ヶ丸わくわくドラゴンハウスは井原市によって設置されたが、経ヶ丸オートキャンプ場は岡山県によって設置されている。なお、元々は旧レストハウス 周辺のみを指して「経ヶ丸グリーンパーク」と称しており、経ヶ丸山の山頂公園や経ヶ丸観音院などは同パークに含まれていなかったが、周辺でオートキャンプ場の開発や森林整備といった事業がそれぞれ進められたことにより、同パークの領域が曖昧になっている。
2006年（平成18年）からは、指定管理者制度が導入され、経ヶ丸オートキャンプ場の指定管理者（民間企業）が公園および公園施設の大部分を管理し、同キャンプ場管理棟（クラブハウス）にて当公園を含めた管理業務を行っている。管理者は当公園について、上記の各施設を含めた複合施設として包括的な案内をしている。
- 所在地 - 岡山県井原市笹賀町1682番地1

## 歴史

### 年表
- 1979年（昭和54年） - 雇用促進事業団から瀬戸内海を一望できる経ヶ丸台地を利用した憩い施設の建設事業内定を受け、井原市が用地造成を行う。
- 1980年（昭和55年） - 7月23日、勤労者野外活動施設「グリーンパーク」をオープン。
- 1981年（昭和56年） - 5月、井原市グリーンスポーツ施設（1995年（平成7年）からは経ヶ丸グリーンパークに所管替えとなる。）がオープン。
- 1983年（昭和58年） - 4月10日、経ヶ丸「文学のこみち」 碑文除幕式[2][3]。
- 1995年（平成7年） - 4月21日、経ヶ丸オートキャンプ場（県施設・井原市受託管理）がオープン。
- 2006年（平成18年） - 4月1日、指定管理者制度導入。広島県福山市の民間会社が指定管理者となる。
- 2008年（平成20年） - 岡山県の森林整備事業により、経ヶ丸生活環境保全林として松くい虫による枯れ松の伐採と遊歩道などの整備が行われる。

## 見どころ

### 名所等
- 経ヶ丸山頂
  - 標高 281 m 、初日の出のスポット[4]。
- 経ヶ丸「文学のこみち」
  - 84基の句碑、歌碑がある[2]。元々は多くの碑が、経ヶ丸観音院奥の遊歩道に設置されていたもので、訪ねる人が少なくなり、草木に覆われる状態となったため、経ヶ丸山の山頂付近に移設となった[2]。
- 藤棚
- 梅林

### 施設
- 経ヶ丸オートキャンプ場
- 経ヶ丸わくわくドラゴンハウス
- 経ヶ丸グリーンスポーツハウス
- SOUND WOOD
- ロングすべり台
- パターゴルフ場

## 交通アクセス

### 自動車
- 山陽自動車道 笠岡ICまたは福山東ICより約40分[注 2]。国道313号から経ヶ丸山方面へ。
- 駐車場 : 有（無料）

### 公共交通機関
- 井原鉄道井原線 いずえ駅より車で20分[注 2]。
  - 駅からの公共交通機関がないため、手前の井原駅もしくは子守唄の里高屋駅よりタクシーを利用。

## 周辺
- 高山寺
- すど農園 - 苺狩りのできる民間の体験農園。
- 井原富士（横手山）